# Кубок Австрії з футболу 1931—1932
Кубок Австрії 1931/32 проводився з 6 грудня 1931 по 26 травня 1932 року. У турнірі брали участь 55 команд. У вирішальному матчі «Адміра» з великим рахунком перемогла «Вінер АК».
Гравець «Рапіда» Маттіас Кабурек став найкращим бомбардиром змагання — 16 забитих м'ячів (в середньому по 4 гола за матч). У воротах «Остмарку» він відзначився сім разів, а проти аматорів зі свого клубу — п'ять. 
По чотири голи в одному матчі забивали п'ять футболістів: Франц Веселик, Франц Біндер (обидва — «Рапід»), Йозеф Адельбрехт («Вієнна»), Йоганн Кліма («Адміра») і Вайнманн («Нойбауер СК»). 

## Чвертьфінал
| Команда 1                     | Рахунок | Команда 2     |
| ----------------------------- | ------- | ------------- |
| 16 квітня 1932                |         |               |
| «Вінер Шпорт-Клуб»            | 5:1     | «Фрем-Крікет» |
| 17 квітня 1932                |         |               |
| «Брігіттенауер»               | 2:7     | «Адміра»      |
| «Рапід»                       | 14:1    | «Остмарк»     |
| «Вінер АК»                    | 4:4     | «Слован»      |
| 28 квітня 1932 (перегравання) |         |               |
| «Слован»                      | 0:2     | «Вінер АК»    |

## Півфінал
| Команда 1          | Рахунок | Команда 2  |
| ------------------ | ------- | ---------- |
| 5 травня 1932      |         |            |
| «Адміра»           | 4:1     | «Рапід»    |
| «Вінер Шпорт-Клуб» | 1:5     | «Вінер АК» |

## Фінал
| 26 травня 1932 |

| «Адміра»                                     | 6 – 1 | «Вінер АК»       |
| -------------------------------------------- | ----- | ---------------- |
| Кліма 16' Факко 28' Ганеманн 82' А.Фогль 87' | Звіт  | Кубеш 71' (пен.) |

| «Пратер» (Відень) Глядачів: 21 000 Арбітр: Ганс Франкенштайн |

«Адміра»: Рудольф Церер, Роберт Павлічек, Антон Янда, Карл Солдатич, Йоганн Урбанек, Йозеф Міршицка, Ігнац Зігль, Йоганн Кліма, Вільгельм Ганеманн, Антон Шалль, Адольф Фогль.
«Вінер АК»: Рудольф Гіден, Йоганн Бехер, Карл Сеста, Георг Браун, Макс Райтерер, Отто Яни, Франц Цізар, Гайнріх Мюллер, Гайнріх Гілтль, Рудольф Кубеш, Карл Губер.